# Пелеканос
Пелека́нос (греч. Πελεκάνος) — село в номе Козани в периферии Западная Македония Греции (дим Аскио). В 2001 году население Пелеканоса было 523 человека.
Село имеет некоторую известность благодаря производимому здесь красному вину.

## История
По мнению некоторых исследователей, здесь в Византийскую эпоху была крепость Пелекон, но археологических подтверждений этой гипотезы пока нет.
До 1928 года Пелка (греч. Πέλκα). В 1900 году здесь проживало 580 жителей, все — греки-христиане . В 1904 году по статистическим данным в Пелке — 585 грекоковорящих.. В 1905 году по данным секретаря Болгарской екзархии Димитра Мишева в Пелке проживало 575 греков.

## Фото

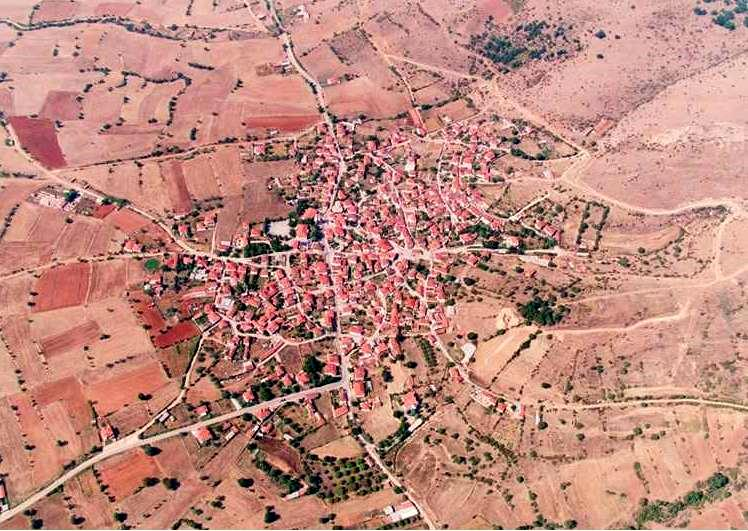
Вид сверху на Пелеканос